# Helmuth von Ziemietzky
Johann Wilhelm Helmuth von Zimietzky (né le 18 juin 1824 à Xanten et mort le 8 juin 1899 à Nieder Struse, arrondissement de Neumarkt) est un général d'infanterie prussien.

## Biographie

### Origine
Helmuth est le fils du lieutenant-colonel prussien Ludwig von Zimietzky (1787-1836) et de son épouse Franziska, née von Clausnitz (1784-1829).

### Carrière militaire
Après avoir grandi dans la maison de ses parents et étudie dans les maisons des cadets de Potsdam et de Berlin, Ziemietzky rejoint en tant que sous-lieutenant le 9 août 1842 dans le 16e régiment d'infanterie de l'armée prussienne. Pour poursuivre sa formation, il complète l'École générale de guerre à partir d'octobre 1846, mais doit y interrompre ses études en 1848. Il participe à la répression du soulèvement des barricades (de) à Berlin et à la bataille de Missunde lors de la campagne contre le Danemark. Après la répression du soulèvement d'Elberfeld, Zimietzky devient adjudant de la 3edivision mobile à la fin du mois de mai 1849. Division. Dans ce rôle, il est déployé lors de la répression de la révolution badoise dans les batailles d'Ubstadt, Durlach, Wald-Michelbach et Kuppenheim. À la mi-octobre 1850, Zimietzky peut poursuivre brièvement sa formation, mais un mois plus tard, il devint adjudant de la 27e division mobile lors de la mobilisation à l'occasion de la crise d'automne. Ce n'est qu'en février 1851 qu'il poursuit ses études, qu'il termine en octobre 1851 par un excellent certificat et une recommandation pour un emploi à l'état-major. Zimietzky est ensuite affecté au Bureau topographique puis à l'état-major. En 1855, il est promu premier lieutenant et avec sa promotion capitaine, il est nommé à l'état-major en juillet 1856 du 6e corps d'armée à Breslau. En tant que major, Zimietzky est nommé commandant le 9 janvier 1864 du 1er bataillon du 23e régiment d'infanterie. Promu lieutenant-colonel à la mi-juin 1865, il est ensuite transféré début avril 1866 à l'état-major de la 9e division d'infanterie à Glogau. À ce titre, Zimietzky participe aux batailles de Nachod, Skalitz, Schweinschädel et Sadowa lors de la guerre contre l'Autriche la même année.
Récompensé de l'ordre de l'Aigle rouge de 3e classe avec épées et arcs, après le traité de paix, il est nommé chef d'état-major général du gouvernement général de Hanovre, d'où émerge peu de temps après le 10e corps d'armée. Zimietzky est le premier chef d'état-major de ce nouveau corps et est promu colonel en avril 1867. En raison d'une maladie, il doit prendre de longues vacances et, après sa convalescence, il est nommé commandant du 2e régiment de grenadiers le 11 avril 1868. Il dirige cette unité en 1870/71 pendant la guerre contre la France lors des batailles de Saint-Privat et de Villiers et lors des sièges de Metz et de Paris. Zimietzky reçoit les deux classes de la croix de fer et, après la Paix de Francfort, est placé à la suite dans son régiment le 2 novembre 1871 avec la direction de la 56e brigade d'infanterie à Rastatt (de). Début janvier 1872, il est nommé commandant de cette brigade et peu après promu major général. En raison d'un problème nerveux récurrent, dont il souffre tout au long de sa vie, il doit prendre de nouvelles longues vacances. À partir du 13 novembre 1873, Zimietzky commande la 42e brigade d'infanterie, stationné à Francfort-sur-le-Main jusqu'à ce qu'il soit transféré de l'armée aux officiers le 25 septembre 1877, promu lieutenant général. Le 26 janvier 1878, l'empereur Guillaume Ier le nomme commandant de la 31e division d'infanterie à Strasbourg. Du 14 mai 1881 au 13 octobre 1882, il commande la 3e division d'infanterie à Stettin puis gouverneur de Cologne. À ce poste, Zimietzky reçoit l'ordre de l'Aigle rouge, 1re classe, avec feuilles de chêne et épées sur l'anneau, à l'occasion de la fête de l'ordre en janvier 1883. Il reçoit également la Grand-Croix de l'ordre d'Albert, de l'ordre de Frédéric et de l'ordre du Lion de Zaeringen. En approuvant sa demande de démission, il est mis en retraite le 17 octobre 1883 avec le grade de général d'infanterie avec pension. Après son départ, il reprend la gestion de son domaine de Nieder Struse dans l'arrondissement de Neumarkt en province de Silésie. À l'occasion du 100e anniversaire de l'empereur Guillaume Ier, l'empereur Guillaume II lui rend hommage et présente Ziemietzky le 22 mars 1897 à la suite du 2e régiment de grenadiers. Il est chevalier honoraire de l'Ordre de Saint-Jean et est décédé sur son domaine.

### Famille
Zimietzky se marie avec Henriette von Lüttwitz (1826-1906) à Hartlieb (en), arrondissement de Breslau le 9 octobre 1857. Elle est la fille du propriétaire du manoir Karl von Lüttwitz (né en 1779) issue de son deuxième mariage avec Marianne, née baronne von Schuckmann (de) (1796–1857)